# Robert Gordon (homme politique)
Pour les articles homonymes, voir Robert Gordon.
Robert Gordon (1786–1864) est un propriétaire foncier et homme politique britannique.

## Biographie
Il est le fils unique de William Gordon, un planteur des Antilles, d'Auchendolly  dans le Kirkcudbrightshire et fait ses études au Collège d'Eton (1799-1803), Lincoln's Inn (1803) et Christ Church, Oxford (1804). Il succède à son père en 1802, héritant de la plantation des Antilles et des domaines de Sherborne, Dorset et Cricklade, Wiltshire .
Il est cornette (1805) et lieutenant (1808) dans la yeomanry Dorset et capitaine dans la yeomanry Wiltshire (1816). Il est nommé haut shérif du Gloucestershire pour 1811–1812. Il est député de Wareham de 1812 à 1818, de Cricklade de 1818 à 1837 et de New Windsor de 1837 à 1841.
Il est commissaire au Board of Control de 1832 à 1833 et co- secrétaire de 1833 à 1834 et de 1835 à 1839. Il est secrétaire financier au Trésor de 1839 à 1841.
Il meurt en 1864. Il épouse sa cousine Elizabeth Anne, la fille de Charles Westley Coxe de Kemble House, Gloucestershire.